# Daren Kagasoff

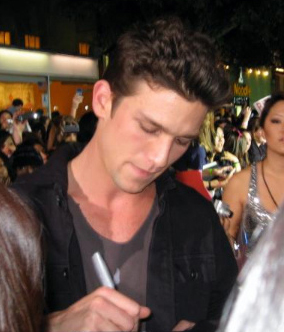
Daren Kagasoff bei der Premiere des Films Twilight – Bis(s) zum Morgengrauen im November 2008

Daren Maxwell Kagasoff (* 16. September 1987 in Encino, Kalifornien) ist ein US-amerikanischer Schauspieler.

## Leben
Daren Kagasoff wurde im September 1987 in Encino im US-Bundesstaat Kalifornien geboren. Er hat noch einen älteren Bruder und eine jüngere Schwester. Er besuchte die Montclair Prep Highschool und danach die San Francisco State University, an der sein Interesse an der Schauspielerei entdeckte. Er zog nach Los Angeles und landete die Hauptrolle in einer lokalen Theater-Produktion von Suburbia, welches auf dem gleichnamigen Film von 1966 basiert.
Sein Durchbruch als Schauspieler gelang ihm mit der Rolle des Richard „Ricky“ Underwood in der ABC-Family-Jugendserie The Secret Life of the American Teenager, die er von 2008 bis 2013 spielte. Dafür konnte er bei den Teen Choice Awards 2009 einen Award als Bester männliche Schauspieler in einer Sommerfernsehserie gewinnen. 2014 spielt er eine der Hauptrollen in dem Horrorfilm Ouija – Spiel nicht mit dem Teufel.

## Filmografie (Auswahl)
- 2008–2013: The Secret Life of the American Teenager (Fernsehserie, 118 Episoden)
- 2014: Stalker (Fernsehserie, Episode 1x01)
- 2014: Ouija – Spiel nicht mit dem Teufel (Ouija)
- 2014–2015: Red Band Society (Fernsehserie, 7 Folgen)
- 2022: Devotion

## Auszeichnungen und Nominierungen
Teen Choice Awards
- 2009: Auszeichnung in der Kategorie Choice Summer TV Star: Male für The Secret Life of the American Teenager
- 2009: Nominierung in der Kategorie Choice TV Breakout Star: Male für The Secret Life of the American Teenager
- 2010: Nominierung in der Kategorie Choice TV Actor: Drama für The Secret Life of the American Teenager
- 2010: Nominierung in der Kategorie Choice Summer TV Star: Male für The Secret Life of the American Teenager
- 2011: Nominierung in der Kategorie Choice TV Actor: Drama für The Secret Life of the American Teenager